# GDM

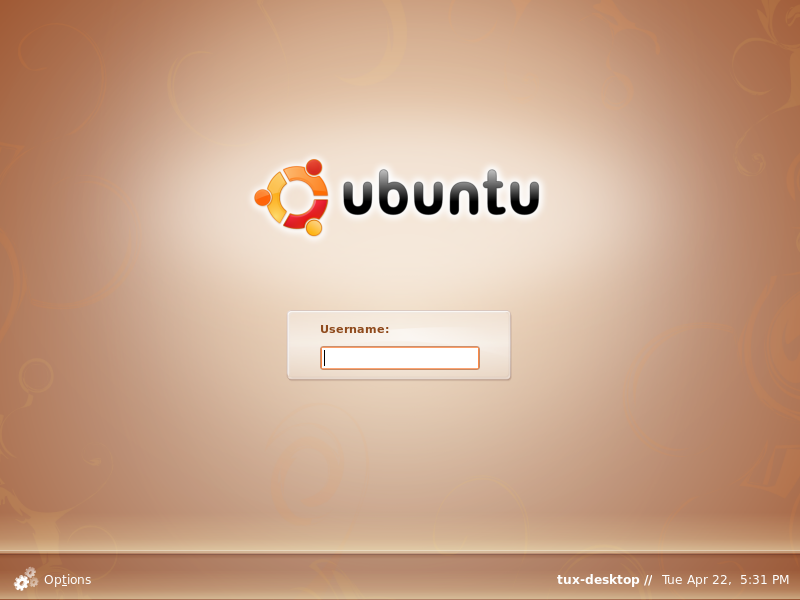
GDM, ubuntu

GDM är en skärmhanterare, d.v.s. ett program som erbjuder ett grafiskt inloggningsgränssnitt och relaterade tjänster för X Window System. GDM är konstruerat för skrivbordsmiljön GNOME. Namnet är en förkortning av "GNOME Display Manager".